# Grad Mehovo
Grad Mehovo (nemško Maichau, Meichau) je grad, katerega razvaline ležijo na strmem griču – Mehovskem hribu - nad vasjo Podgrad, 15 km od Novega mesta na obronkih Gorjancev.

## Zgodovina
Grad so po vsej verjetnosti pozidali grofje Višnjegorski v 12. stoletju. Leta 1162 je omenjen njihov ministerial vitez Hartwik de Micho. Prvič je bil omenjen leta 1215  kot castrum Michow. V 2. polovici 13. stoletja je bil grad v lasti Habsburžanov, ki so ga leta 1277 dali v zastavo goriškemu grofu Albertu II. V prvi polovici 14. stoletja se je na Mehovo preselil Viljem Mengeški, katerega nasledniki so se poimenovali po Mehovem. Leta 1374 po smrti zadnjega goriškega grofa oziroma po izumrtju istrske veje Goriških grofov, je grad prešel v last Celjskih. Vendar so si dediščino lastili tudi Habsburžani, ki so grad leta 1376 »pro forma« podelili v zastavo Hermanu I. Po izumrtju Celjskih leta 1456 grad ponovno pridobijo Habsburžani, ki ga dajo naprej v zakup. Leta 1472 je oskrbnik in poveljnik gradu Ludvik Kozjaški; leta 1490  G. pl. Khreig; v začetku 16. stoletja sta grad in posestvo zastavljena Baltazarju Mindorferju.
Grad so večkrat napadli Osmani, ki pa ga niso nikoli zasedli. Leta 1515  so ga zavzeli in opustošili uporni kmetje. Valvasor je zapisal, da so takrat ubili graščaka Baltazarja Mindorferja, njegovo ženo in dva sinova. Grad so potem obnovili in na njem so se vrstili zakupniki: od leta 1540 do 1548 je zastavni gospod H. Puchler;  leta 1603 pa K. pl. Jurič. Okrog leta  1657 so odročni grad takratni  lastniki grofje Paradeiserji opustili in se preselili v novo pozidano graščino Ruperčvrh. Ko je Valvasor leta 1679 grad upodobil, je še stal. Do leta 1848 so bile ohranjene še mogočne grajske razvaline, nato pa so jih porabili za zidanje šole in obnovo baročne cerkve in župnišča v Podgradu ter za postavitev božjepotne Marijine kapele pri Vinji vasi.